# Andrenosoma otanegawana
Andrenosoma otanegawana là một loài ruồi trong họ Asilidae. Andrenosoma otanegawana được Matsumura miêu tả năm 1916.